# Gilbert Abraham-Frois
Pour les articles homonymes, voir Frois.
Gilbert Abraham-Frois (1934-2024) est un économiste français. Il a notamment enseigné à l'université Paris X Nanterre. Il est connu pour son manuel d'économie Économie politique.

## Publications
- Gilbert Abraham-Frois, Dynamique économique, Dalloz, 1995
- Gilbert Abraham-Frois, Économie politique, Economica, 2001,  (ISBN 2717842675)
- Gilbert Abraham-Frois, Introduction à la macro-économie contemporaine, Economica, 2005,  (ISBN 271785035X)